# Валькириен (бронепалубный крейсер)
Бронепалубный крейсер «Валькириен» (дат. Valkyrien) — бронепалубный крейсер ВМС Дании. Первый и самый крупный бронепалубный крейсер датского флота.

## Конструкция
С конструктивной точки зрения представлял собой уменьшенную копию чилийского крейсера «Эсмеральда», спроектированного и построенного британской компанией «Армстронг» и ставшего родоначальником «элсвикских» крейсеров. Так же, как и прототип, имел слабо развитый рангоут, но его вооружение было более сбалансированным. Тяжёлая и средняя артиллерия «Валькириен» была нескорострельной. 210-мм орудия могли делать 1 выстрел в 3 минуты, 150-мм — 1 выстрел в минуту. Орудия были защищены броневыми щитами.

## Служба
В 1915 году был перестроен в учебный корабль и перевооружён. Теперь он нёс два 150-мм скорострельных орудия, а также 6 75-мм, 2 - 57-мм и 2 37-мм орудия, а также 3 - 380-мм торпедных аппарата.

## Оценка проекта
«Валькириен» считался вполне удачным крейсером для своих размеров и показал, что датская промышленность способна построить достаточно совершенный корабль. Тем не менее, даже такой небольшой по мировым меркам крейсер оказался слишком дорогим для Дании и не получил развитие. Датский флот предпочёл в дальнейшем строить ещё более малые крейсера — «Геклу» и тип «Гейзер».